# Jean Butez
Jean Butez (nascut el 8 de juny de 1995) és un futbolista professional francès que juga com a porter al Como 1907. Format al planter del Lille OSC, Butez va despuntar amb el Royal Excel Mouscron i va signar amb el Royal Antwerp FC el 2020.